# Peter Lucko
Peter Lucko (* 1943) ist ein deutscher Anglist.

## Leben
Er studierte an der Humboldt-Universität zu Berlin Anglistik, Amerikanistik und Germanistik bei Martin Lehnert, Klaus Hansen und Karl-Heinz Wirzberger. Er promovierte 1981 und legte seine B-Dissertation 1986 vor. Von 1993 bis 2008 lehrte er als Professor für englische Sprachwissenschaft am Institut für Anglistik und Amerikanistik der Humboldt-Universität zu Berlin. 
Seine Forschungsschwerpunkte sind Verbmorphologie und Sprachvarietäten des Englischen.

## Schriften (Auswahl)
- Das Perfekt im Deutschen und das Present perfect im Englischen. Eine konfrontative Analyse. 1981, OCLC 63428542.
- Aktionalität und Aspektualität im Englischen und im Deutschen. 1986, OCLC 916991155.
- mit Uwe Carls und Klaus Hansen: Die Differenzierung des Englischen in nationale Varianten. Eine Einführung. Berlin 1996, ISBN 3-503-03746-2.
- als Herausgeber mit Lothar Peter und Hans-Georg Wolf: Form, function, and variation in English. Studies in honour of Klaus Hansen. Frankfurt am Main 2002, ISBN 3-631-39489-6.